# Chiesa di Santa Maria del Rosario di Pompei alla Magliana
La chiesa di Santa Maria del Rosario di Pompei alla Magliana è una chiesa di Roma, nel suburbio Portuense, in piazza Madonna di Pompei.
Essa fu costruita agli inizi del XX secolo, tra il 1908 ed il 1915. È ad un'unica navata, con abside quadrangolare. La facciata, a capanna, è scandita da quattro paraste ed in laterizio a vista: essa è sormontata da un piccolo campanile. Particolarità della chiesa è che, esternamente, ha due lati considerati in ugual misura come facciate: una facciata dà su piazza Madonna di Pompei e l'altra su via della Magliana. La facciata originale è questa seconda, che oggi corrisponde al lato sinistro della chiesa.
In questa chiesa venne istituita, nel marzo 1915, la parrocchia omonima, trasferita nel 2007 nella nuova sede, nella chiesa di Santa Maria del Rosario.

## Bibliografia

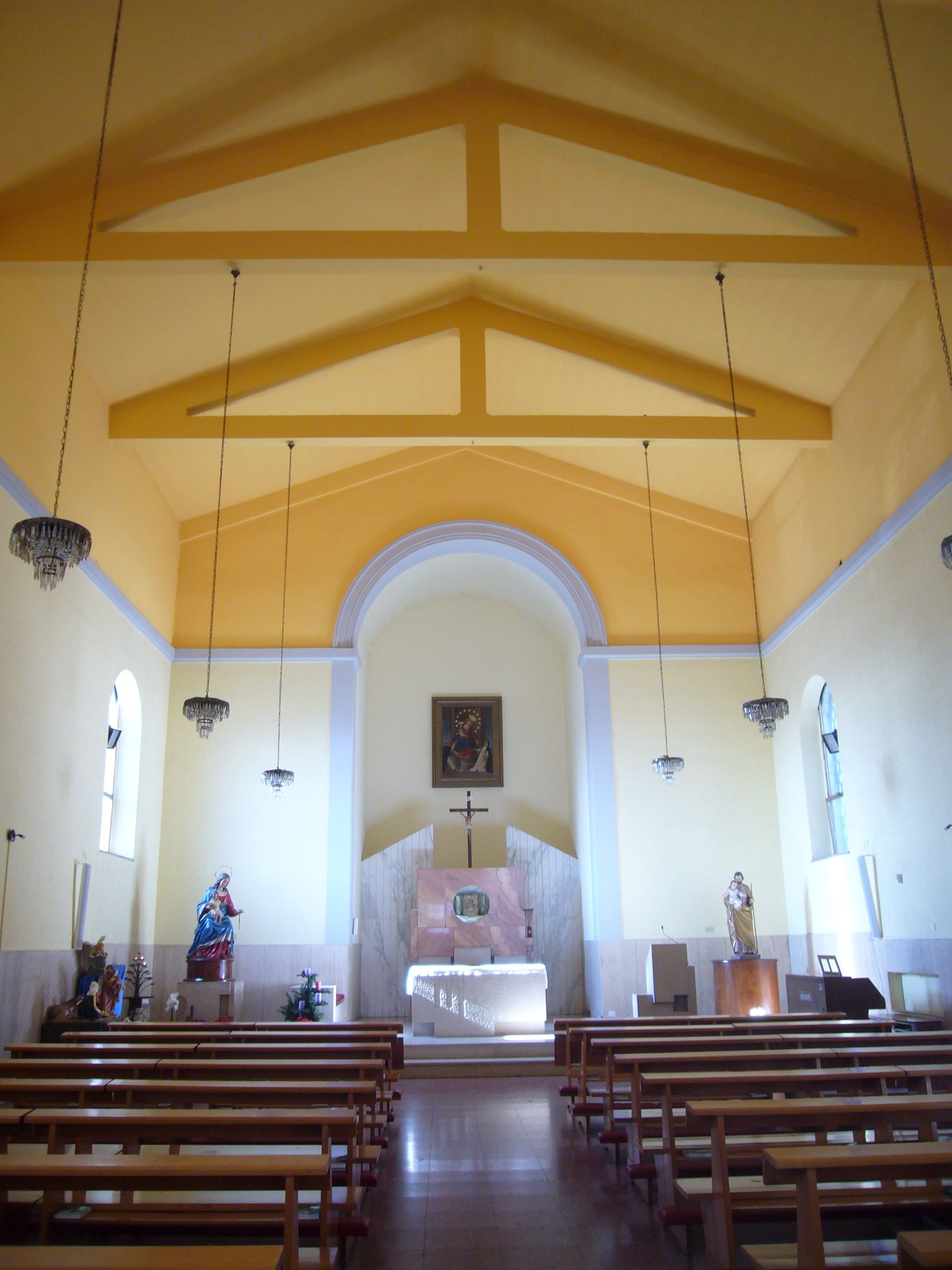
L'interno